# NGC 805
NGC 805 is een lensvormig sterrenstelsel in het sterrenbeeld Driehoek. Het hemelobject werd op 26 september 1864 ontdekt door de Duits-Deense astronoom Heinrich Louis d'Arrest.

## Synoniemen
- PGC 7899
- UGC 1566
- MCG 5-5-50
- ZWG 503.82
- ZWG 504.4
- NPM1G +28.0063